# Sit Down, You're Rockin' the Boat
Sit Down, You're Rockin' the Boat è una canzone scritta da Frank Loesser e pubblicata nel 1950. La canzone fa parte della colonna sonora del musical di Broadway Guys and Dolls.
Una cover della canzone è stata eseguita nel primo episodio della prima stagione della serie televisiva Glee nel 2009.